# Saint-Benoît-de-Carmaux
Saint-Benoît-de-Carmaux település Franciaországban, Tarn megyében. Lakosainak száma 2059 fő (2022. január 1.). Saint-Benoît-de-Carmaux Monestiés, Blaye-les-Mines, Carmaux, Combefa és Labastide-Gabausse községekkel határos.

## Népesség
A település népessége az elmúlt években az alábbi módon változott:
| Lakosok száma | 2162 | 2157 | 2185 | 2165 | 2129 | 2094 | 2058 | 2059 | 2059 |
|               | 2013 | 2015 | 2016 | 2017 | 2018 | 2019 | 2020 | 2021 | 2022 |